# Aalen (stacja kolejowa)

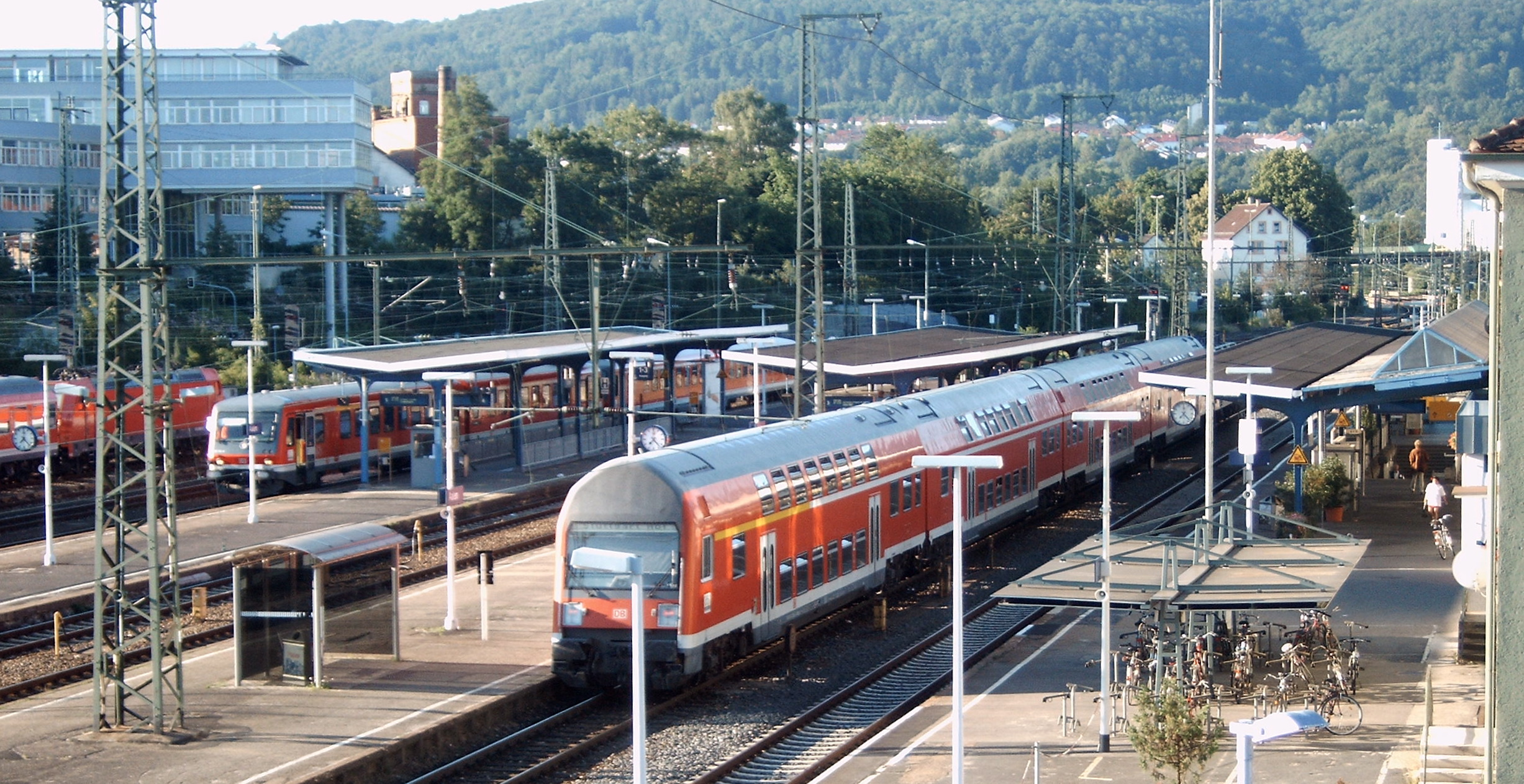
Widok na perony

Aalen – stacja kolejowa w Aalen, w kraju związkowym Badenia-Wirtembergia, w Niemczech. Położona jest około 200 metrów na północ od historycznego centrum miasta.

## Linie kolejowe
- InterCity; Karlsruhe – Stuttgart – Aalen – Norymberga
- Stuttgart – Aalen – Nordlingen (Linia kolejowa Rems)
- Ulm – Aalen – Ellwangen – Crailsheim, (Linia kolejowa Brenz i Dolny Jagst)
- Aalen – Donauwörth (Linia kolejowa Ries)